# Iwan Lasarewitsch Lasarew

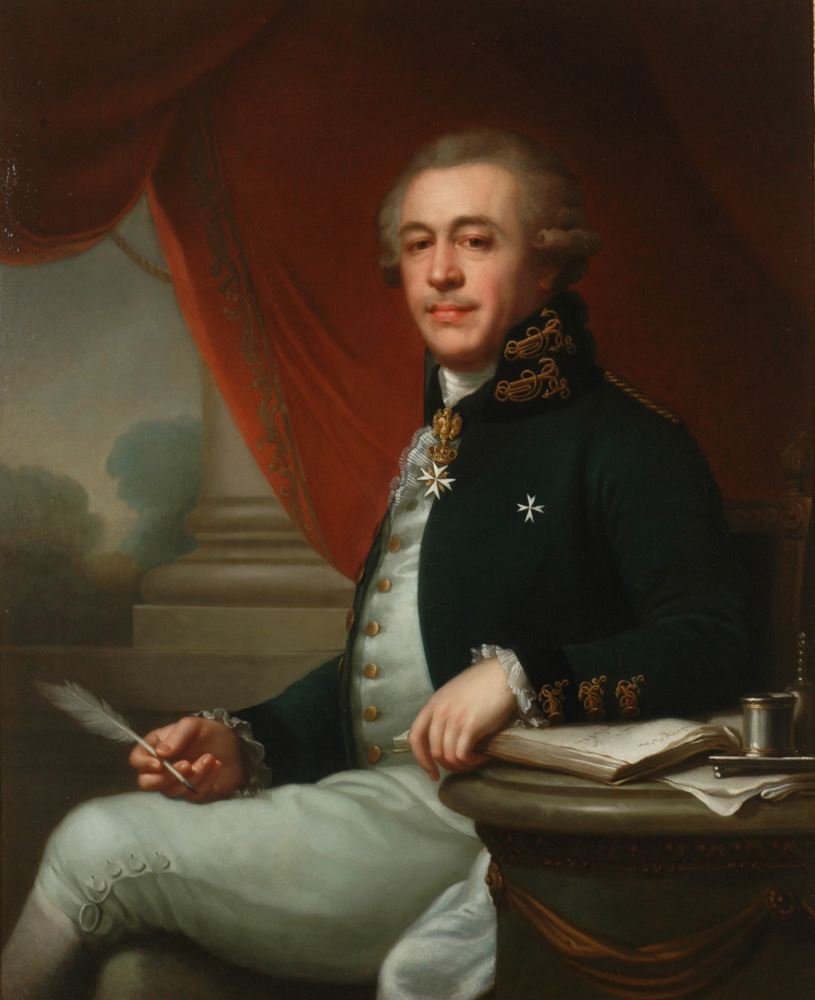
Iwan Lasarewitsch Lasarew (Johann Baptist Lampi der Ältere 1790)

Iwan Lasarewitsch Lasarew (russisch Иван Лазаревич Лазарев; * 23. Novemberjul. / 4. Dezember 1735greg. als Howhannes Agasari Lasarjan (armenisch Հովհաննես Աղազարի Լազարյան) in Isfahan-Dschulfa; † 24. Oktoberjul. / 5. November 1801greg. in St. Petersburg) war ein armenisch-russischer Juwelier und Mäzen.

## Leben
Iwan Lasarews Vater Lasar (Agasar) Nasarowitsch Lasarjan wanderte aus Isfahan-Dschulfa nach Russland ein und handelte dort mit vielen Dingen, insbesondere mit Edelsteinen. Iwan Lasarew ging von Moskau als Kaufmann nach St. Petersburg, wo er schnell aufstieg. Er lernte G. A. Potjomkin und A. A. Besborodko kennen, mit deren Hilfe er für seine Handelsunternehmungen Kredite aus der Staatskasse erlangte. Als Juwelier erarbeitete er sich ein großes Vermögen. 1764 wurde er Hofjuwelier.
1773 kaufte Lasarew den später sogenannten Orlow-Diamanten von dem Mann seiner Tante, dem Dschulfaer armenischen Juwelier Grigori Schafras, der den Diamanten 1768 erworben und in einer Amsterdamer Bank eingelagert hatte. Im gleichen Jahr verkaufte Lasarew den Diamanten dem Fürsten Orlow, der den Diamanten der Kaiserin Katharina II. schenkte. 1774 ernannte Katharina II. Lazarew zum Berater für östliche Angelegenheiten und verlieh der Familie Lasarew den Adelsrang. 1780 wurde Lasarew Berater der Staatlichen Bank Russlands. 1788 erhielt Lasarew die Grafenwürde. Durch den Botschafter des Römisch-deutschen Kaisers Graf von Cobenzl erhielt Lasarew den deutschen Grafentitel.
1785 erwarb Lasarew vom Fürsten Orlow den verlassenen und verfallenen Ropscha-Landsitz bei St. Petersburg und sanierte ihn. Mit Georg Friedrich Veldten wurde eine Papierfabrik gegründet. 1801 verkaufte Lasarew den Landsitz Kaiser Paul I. Auch besaß Lasarew das Landgut Frjanowo bei Moskau.
Mit 830.000 Dessjatinen Land war Lasarew einer der größten Grundbesitzer in Russland. Von den Stroganows kaufte er Eisenhütten und Kupferhütten im Ural im Gouvernement Perm, mit denen er ein bedeutender Eisen- und Kupferlieferant wurde. Während des Russisch-Türkischen Krieges (1787–1791) beriet Lasarew politisch den kommandierenden General-Feldmarschall Potjomkin. Nach dem Frieden von Jassy half Lasarew bei der Ansiedlung von Armeniern in den bisher türkischen Gebieten. Zehntausende von Armeniern wurden angesiedelt, Schulen wurden gebaut, und die Städte Grigoriopol und Nachitschewan am Don wurden gegründet. Er beteiligte sich zusammen mit dem Fürsten und Katholikos der Armenischen Apostolischen Kirche Howsep Arghutjan am Aufbau eines armenischen Staates unter der Schirmherrschaft Russlands. Sie entwickelten ein Projekt zur Ansiedlung von Armeniern im Nordkaukasus und auf der Krim, das bald von der Regierung genehmigt wurde.
Einen großen Teil seines Vermögens stiftete Lasarew für eine Schule für arme armenische Kinder, das künftige Lasarew-Institut für Orientalische Sprachen. Testamentarisch verpflichtete er seinen Bruder und Erben Joachim (Jekim), mit 200.000 Assignat-Rubeln ein entsprechendes Gebäude zu bauen. Lasarew erhielt die Genehmigung für die Eröffnung einer armenischen Kirche, so dass er mit seinen Brüdern auf eigene Kosten die St. Katharina-Kirche am St. Petersburger Newski-Prospekt Nr. 40 bauen ließ. Ebenso baute er die armenische Heilig-Kreuz-Kirche in Moskau. Während seiner letzten Jahre unterstützte er großzügig armenische karitative Einrichtungen, Klöster und Gesellschaften in Astrachan, Nachitschewan am Don, Grigoriopol, Mosdok, Kisljar, Tiflis und anderen Städten.
Lasarew war verheiratet mit Jekaterina Mirsachanowa (1750–1819). Sein einziger Sohn Artemi (1768–1791) war Adjutant des Fürsten Potjomkin. Lasarews Epitaph wurde aus der Auferstehungskirche auf den Smolensker armenischen Friedhof in St. Petersburg überführt.

## Ehrungen
- Orden des Heiligen Johann von Jerusalem des Russischen Kaiserreiches